# 1995년 중화민국 입법위원 선거
1995년 중화민국 입법위원 선거는 1995년 12월 2일 중화민국 자유지구 전역에서 열린 입법위원을 뽑는 선거이다.

## 선거 결과
| ↓      |        |      |   |  |
| 85     | 54     | 21   | 4 |  |
| 국민당 | 민진당 | 신당 |   |  |

  중국국민당；   민주진보당；    신당；   무소속